# Bonne
Bonne är en kommun i departementet Haute-Savoie i regionen Auvergne-Rhône-Alpes i sydöstra Frankrike. Kommunen ligger i kantonen Annemasse-Sud som tillhör arrondissementet Saint-Julien-en-Genevois. År 2022 hade Bonne 3 268 invånare.

## Befolkningsutveckling
Antalet invånare i kommunen Bonne
| Referens: INSEE |